# Trichomycterus venulosus
Trichomycterus venulosus är en fiskart som först beskrevs av Steindachner, 1915.  Trichomycterus venulosus ingår i släktet Trichomycterus och familjen Trichomycteridae. IUCN kategoriserar arten globalt som akut hotad. Inga underarter finns listade i Catalogue of Life.